# مبرمج ألعاب
مبرمج الألعاب (بالإنجليزية: Game programmer)‏هو مهندس برمجيات، مبرمج أو عالم كمبيوتر والذي يقوم بتطوير الشفرات الأساسية (codebase) للعبة الفيديو أو لبرنامج ذو علاقة. برمجة الألعاب لديها العديد من الفروع المتخصصة التي تندرج جميعا تحت مظلة مصطلح «مبرمج اللعبة». ينبغي عدم الخلط بين مبرمج ألعاب الفيديو ومصمم ألعاب الفيديو، والذي يعمل على تصميم لعبة الفيديو.

## التخصصات
- مبرمج محرك اللعبة

يقوم بإنشاء محرك اللعبة الأساسي، شاملاً ضوابط الفيزياء والرسومات التي تتم محاكاتها.
- مبرمج محرك الفيزياء

يقوم بتطوير الفيزياء المطلوبة في اللعبة. عادة، فإن اللعبة سوف تقوم بمحاكاة بضعة جوانب فقط من فيزياء العالم الحقيقي. على سبيل المثال، تحتاج لعبة فضائية إلى محاكاة الجاذبية، ولكن لن يكون لها أي حاجة لمحاكاة لزوجة المياه مثلاً.
- مبرمج محرك الرسومات
- مبرمج الذكاء الاصطناعي

يقوم بتطوير منطق اللعبة لمحاكاة ذكاء الأعداء والخصوم.
- مبرمج الصوت
- مبرمج طريقة اللعب

يركز أكثر على إستراتيجية اللعبة، وتنفيذ آليات اللعبة والمنطق، و«الإحساس» للعبة.
- منشئ السكربت
- مبرمج واجهة المستخدم
- مبرمج المدخلات

يقوم بكتابة الشفرة البرمجية التي تحدد كيفية تأثير أجهزة الإدخال مثل لوحة المفاتيح، الفأرة وعصا التحكم في اللعبة.
- مبرمج الشبكة

هو المبرمج الذي يكتب الشفرة البرمجية التي تسمح للاعبين بالتنافس أو التعاون معا من خلال الاتصال عبر الإنترنت أو الشبكة المحلية.
- مبرمج أدوات اللعبة

مبرمج أدوات اللعبة يمكن أن يجعل عملية تطوير اللعبة سهلة أو صعبة بشكل لا يطاق، حيث إن الأدوات تستخدم في جميع المهام مثل التصدير والتحويل وبناء المستويات، وهي مثل برامج التصميم ثلاثي الأبعاد والفوتوشوب وهناك أدوات يتم تصميمها خصيصاً لألعاب معينة وبوظائف معينة. وظيفة مبرمج الأدوات هو كتابة هذه الأدوات.
- مبرمج لنقل اللعبة من منصة حاسوبية إلى أخرى

هذا المبرمج يساعد في كتابة الشفرات البرمجية لنقل الألعاب بين المنصات الحاسوبية، حيث يكون على علم بكل من أنظمة التشغيل ولغات البرمجة الأصلية والمستهدفة ويحول بينهما (مثل التحويل من سي بلس بلس إلى جافا).
- مبرمج التكنولوجيا
- مبرمج عام 
 يأخذ على عاتقه وظيفة معينة عند الحاجة. ويهتم أيضاً بالبحث عن الأخطاء وإصلاحها.
- قائد مبرمجي الألعاب

هو في نهاية المطاف مسؤول عن جميع عمليات البرمجة للعبة. فمن عمله التأكد تنفيذها في مختلف الوحدات الفرعية من اللعبة بشكل صحيح والحفاظ على مسار التنمية من وجهة نظر برمجية.